# 荒磯部屋
荒磯部屋（あらいそべや）は、かつて日本相撲協会に所属した相撲部屋。二所ノ関一門に所属していた。

## 沿革
1961年に、それまで荒磯部屋を経営していた元横綱照國萬藏が、名跡を伊勢ヶ濱に変更したため、荒磯の名跡は花籠部屋で関脇を務めた大豪（後に二子山部屋付き年寄）から小結・二子岳武に継承された。二子岳の12代荒磯は、1993年（平成5年）に師匠である10代二子山（初代若乃花）が停年退職したことを機に、同年5月27日、二子山部屋から独立して部屋を創設した。しかし関取を出すことはなく、親方自身の停年を11月に控えた2008年（平成20年）9月場所をもって部屋を閉じた。その当時の所属力士3人のうち2人は引退、残る1人（その後幕内に昇進した荒鷲）は花籠部屋（4年後の2012年に峰崎部屋に合併）に、親方と呼出は松ヶ根部屋（現・放駒部屋）に転属した。この荒磯部屋は、東京都国立市に置かれ、閉鎖時点で多摩地区に所在した唯一の相撲部屋でもあった。

## 師匠
- 12代：荒磯武（あらいそ たけし、小結・二子岳、青森）